# Адміністративний устрій Кілійського району
Адміністративний устрій Кілійського району — адміністративно-територіальний поділ ліквідованого Кілійського району Одеської області на 2 міські громади та 9 сільських рад, які об'єднували 20 населених пунктів та були підпорядковані Кілійській районній раді. Адміністративний центр — місто Кілія.
Кілійський район був ліквідований 17 липня 2020 року.

## Список громадКілійського району
- Вилківська міська громада
- Кілійська міська громада

## Список радКілійського району
| № | Назва                          | Центр           | Населені пункти               | Площа км² | Місце за площею | Населення (2001), чол. | Місце за населенням | Розташування |
| - | ------------------------------ | --------------- | ----------------------------- | --------- | --------------- | ---------------------- | ------------------- | ------------ |
| 1 | Василівська сільська рада      | с. Василівка    | с. Василівка                  |           |                 |                        |                     |              |
| 2 | Дмитрівська сільська рада      | c. Дмитрівка    | c. Дмитрівка                  |           |                 |                        |                     |              |
| 3 | Новоселівська сільська рада    | c. Новоселівка  | c. Новоселівка                |           |                 |                        |                     |              |
| 4 | Приморська сільська рада       | c. Приморське   | c. Приморське                 |           |                 |                        |                     |              |
| 5 | Приозерненська сільська рада   | c. Приозерне    | c. Приозерне                  |           |                 |                        |                     |              |
| 6 | Старотроянівська сільська рада | c. Старі Трояни | c. Старі Трояни с-ще Дзинілор |           |                 |                        |                     |              |
| 7 | Трудівська сільська рада       | c. Трудове      | c. Трудове с. Миколаївка      |           |                 |                        |                     |              |
| 8 | Фурманівська сільська рада     | c. Фурманівка   | c. Фурманівка                 |           |                 |                        |                     |              |
| 9 | Червоноярська сільська рада    | c. Червоний Яр  | c. Червоний Яр                |           |                 |                        |                     |              |

* Примітки: м. — місто, с-ще — селище, смт — селище міського типу, с. — село